# 페도라 리거시
페도라 레거시(Fedora Legacy)은 레드햇이 더 이상 공식적으로 고객지원하지 않는 레드햇 리눅스 및 페도라 코어 리눅스 버전에 대한 패키지 업데이트 및 중요 보안/버그 픽스 등을 제공하는 것을 목적으로 하는 프로젝트였다.
레드 햇 리눅스 7.3 및 9, 페도라 코어 3 및 4에 대한 지원을 했다. 페도라 코어 6 테스트 2가 릴리즈되자 페도라 코어 1 및 2에 대한 지원은 중단되었다. 페도라 레거시는 2006년 말 레드햇 7.3 및 9에 대한 업데이트 제공을 중단할 것임을 시사하였다. 페도라 코어 3 및 4에 집중하기로 말이다. 2006년 12월 31일 페도라 레거시 프로젝트는 중단되었다.
어떤 회사가 아니라 커뮤니티가 유지보수하고 있는 프로젝트였다.

## 같이 보기
- 장기 지원 버전